# Сан-Мігел-ду-Піньєйру
Сан-Мігел-ду-Піньєйру (порт. São Miguel do Pinheiro; МФА: [ˈsɐ̃w mi.ˈgɛɫ du pi.ˈɲɐj.ɾu]) — парафія в Португалії, у муніципалітеті Мертола. Розташована в південній частині країни, на теренах історичної португальської провінції Алентежу. Входить до складу округу Бежа. За адміністративним поділом, чинним до 1976 року, терени парафії були складовою провінції Нижнє Алентежу. Належить до Безької діоцезії Католицької церкви. Патрон — святий Михаїл. Площа — 139,1161 км². Населення — 596 ос. (2011). Слабо урбанізований регіон. Густота населення — 4,28 осіб/км²
. Код — 020907.

## Населення
| Кількість мешканців | Кількість мешканців | Кількість мешканців | Кількість мешканців | Кількість мешканців | Кількість мешканців | Кількість мешканців | Кількість мешканців | Кількість мешканців | Кількість мешканців | Кількість мешканців | Кількість мешканців | Кількість мешканців | Кількість мешканців | Кількість мешканців |
| ------------------- | ------------------- | ------------------- | ------------------- | ------------------- | ------------------- | ------------------- | ------------------- | ------------------- | ------------------- | ------------------- | ------------------- | ------------------- | ------------------- | ------------------- |
| 1864                | 1878                | 1890                | 1900                | 1911                | 1920                | 1930                | 1940                | 1950                | 1960                | 1970                | 1981                | 1991                | 2001                | 2011                |
| 1 692               | 1 898               | 1 881               | 1 841               | 1 938               | 1 996               | 2 161               | 2 360               | 2 326               | 2 148               | 1 656               | 1 331               | 1 041               | 880                 | 596                 |